# Hamanova švestka
Hamanova švestka (Prunus domestica 'Hamanova švestka') je ovocný strom, kultivar druhu slivoň z čeledi růžovitých. Plody středně velké, s tmavomodrou slupkou, ojíněné, aromatické, vhodné pro konzum i na zpracování. Je samosprašná, zraje v září. Méně trpí šarkou než Domácí švestka. Oproti Domácí švestce má větší plody.

## Další názvy
Je používán také zkrácený název 'Hamanova' nebo hovorově 'Hamanka'.

## Původ
Náhodný semenáč z ČR, původem z Újezda u Lázní Bělohrad. Pěstovat se začala na počátku 20. století.

## Vlastnosti
Růst střední. Plodnost je vysoká a pravidelná. Hamanova švestka je samosprašná odrůda.. Zraje začátkem září.

## Plod
Plod podlouhlý, střední (asi 20 g ). Slupka fialověmodrá, ojíněná. Dužnina je zelenožlutá, pevná, chutná, jde dobře od pecky.

## Choroby a škůdci
Je uváděna odolnost proti nízkým teplotám. Tolerance k šarce střední, lepší než Domácí švestka.